# Fluminense Football Club (futebol feminino)
A equipe de futebol feminino do Fluminense Football Club, clube que tem sede na cidade do Rio de Janeiro, capital do estado homônimo, foi criada em 2018, e acumula cinco títulos nas categorias de base. Em 2023 conquistou o acesso para ao Brasileirão Feminino - Série A1 pela primeira vez e sagrou-se vice campeão do Brasileirão Feminino - Série A2 contra o Bragantino.

## História
A criação do departamento de futebol feminino do Fluminense, foi anunciada em 11 de outubro de 2018, após o clube fechar uma parceria com o Daminhas da Bola, de Duque de Caxias. A criação da modalidade foi devido a uma obrigação da Confederação Brasileira de Futebol (CBF) e da Confederação Sul-Americana de Futebol (CONMEBOL), que entraria em vigência em 2019, para que as equipes tenham times femininos de futebol.
No seu primeiro ano na modalidade, o clube conseguiu chegar nas oitavas de final da Série A2 e foi vice-campeão carioca. A mesma situação se repetiu em 2020 e 2021.
Em 20 de março de 2021, as Guerreirinhas conquistaram o primeiro título da história da equipe feminina do Fluminense, o título veio após o clube vencer nas penalidades o Internacional pelo Campeonato Brasileiro de Futebol Feminino Sub-18, válido pela edição de 2020. O segundo título na base veio em novembro do mesmo ano, quando o clube venceu Flamengo nas penalidades, pelo Carioca Sub-18. A terceira taça foi o Carioca Feminino Sub-17 conquistado nos pênaltis em 9 de outubro de 2022.
Em 2023 após uma campanha excepcional as Guerreiras conquistou o acesso para ao Campeonato Brasileiro de Futebol Feminino - Série A1 pela primeira vez e além de ser vice campeãs do Campeonato Brasileiro de Futebol Feminino - Série A2 de 2023 na partida contra o Bragantino.
Em 2024, logo na segunda edição da copa são paulo de futebol junior voltada para o futebol feminino, foi campeão ao bater o Internacional na final. 

## Estatísticas
|  | Participações em 2025 |

| Competição     | Competição            | Temporadas | Melhor campanha                        | Estreia | Última |
| Rio de Janeiro | Campeonato Carioca    | 7          | Vice-campeão (2019, 2020, 2021 e 2024) | 2019    | 2025   |
| Brasil         | Campeonato Brasileiro | 2          | 10º colocado (2025)                    | 2024    | 2025   |
| Brasil         | Série A2              | 5          | Vice-campeão (2023)                    | 2019    | 2023   |

## Títulos

### Categorias de Base
| NACIONAIS      | NACIONAIS                                        | NACIONAIS | NACIONAIS  |
|                | Competição                                       | Títulos   | Temporadas |
| -------------- | ------------------------------------------------ | --------- | ---------- |
| Brasil         | Campeonato Brasileiro de Futebol Feminino Sub-18 | 1         | 2020       |
| INTERESTADUAIS |                                                  |           |            |
|                | Competição                                       | Títulos   | Temporadas |
| São Paulo      | Copa São Paulo de Futebol Feminino Junior Sub-20 | 1         | 2024       |
| ESTADUAIS      |                                                  |           |            |
|                | Competição                                       | Títulos   | Temporadas |
| Rio de Janeiro | Campeonato Carioca de Futebol Feminino Sub-18    | 1         | 2021       |
| Rio de Janeiro | Campeonato Carioca de Futebol Feminino Sub-17    | 1         | 2022       |

## Elenco atual
Última atualização: 28 de novembro de 2022.